# Andrea Manfredi
Andrea Manfredi (Massa, 10 februari 1992 - Indonesië, 29 oktober 2018) was een Italiaans wielrenner.
Manfredi kwam op 26-jarige leeftijd om het leven bij het ongeluk met vlucht 610 van de Indonesische luchtvaartmaatschappij Lion Air.

## Belangrijkste overwinningen
2012
2e etappe Ronde van de Aostavallei

## Ploegen
- 2011 –  Hoppla-Trucks Italia-Wega
- 2012 –  Team Simaf Carrier Wega Truck Italia Valdarno
- 2013 –  Ceramica Flaminia-Fondriest
- 2014 –  Bardiani CSF
- 2015 –  Bardiani CSF

Andreetta · Barbin · Battaglin · Boem · Bongiorno · Chirico · Colbrelli · Manfredi · Piechele · Pirazzi · Ruffoni · Simion · L.Sterbini · S.Sterbini · Tonelli · Zardini